# Kościół Świętej Trójcy w Terespolu
Kościół Świętej Trójcy – rzymskokatolicki kościół parafialny znajdujący się w mieście Terespol, w województwie lubelskim. Należy do dekanatu Terespol diecezji siedleckiej.

## Historia
Obecna świątynia została wybudowana w 1863 roku według projektu budowniczego powiatu siedleckiego architekta Pawła Jabłońskiego dla dominikanów obserwantów, posługujących w tym miejscu od końca XVII wieku. W 1864 roku zakon ten ukazem carskim został skasowany. Odtąd świątynią zaczęło się opiekować duchowieństwo diecezjalne. W dniu 14 sierpnia 1886 roku generalny gubernator warszawski zamknął czasowo świątynię za pomoc prześladowanym unitom. W 1900 roku kościół został całkowicie zamknięty. W dniu 4 lutego 1906 roku świątynia została ponownie otwarta. Po 1945 roku rozpoczęto starania o pozwolenie na rozbudowę kościoła, ponieważ nie mógł już pomieścić wiernych. Władze komunistyczne usilnie odmawiały wydania pozwolenia na rozpoczęcie prac budowlanych. Dopiero w 1984 roku, podczas urzędowania księdza kan. J. Guzewskiego została dobudowana według projektu architekta Tadeusza Witkowskiego obszerna sala przeznaczona do odprawiania nabożeństw oraz wieża przy narożniku północno-zachodnim. W latach 2000–2002 świątynia została ponownie rozbudowana według projektu architekta Jerzego Filipowskiego: zostało dobudowane od strony wschodniej nowe prezbiterium z dwiema zakrystiami oraz zostały dodane nawy boczne. W 2005 roku została dobudowana arkadowa loggia przed fasadą. W dniu 2 września 2006 roku świątynia została poświęcona przez biskupa siedleckiego Zbigniewa Kiernikowskiego. Obecnie pozostałościami starego kościoła wybudowanego w XIX wieku są: dawna fasada (w której znajduje się boczne wejście do obecnej świątyni) oraz prezbiterium, będące kaplicą południową.

## Organy
Organy wybudował Zygmunt Kamiński w 1958 roku. Prospekt według projektu Zygmunta Kamińskiego (juniora). Instrument posiada pneumatyczną trakturę gry.
Dyspozycja instrumentu:
| Manuał I        | Manuał II       | Pedał         |
| --------------- | --------------- | ------------- |
| 1. Pryncypał 8’ | 1. Pryncypał 8’ | 1. Subbas 16’ |
| 2. Burdon 8’    | 2. Gedekt 8’    | 2. Oktawa 8’  |
| 3. Salicet 8’   | 3. Róg kozi 8’  | 3. Flet 8’    |
| 4. Oktawa 4’    | 4. Trawers. 4’  |               |
| 5. Rurflet 4’   | 5. Kwintad. 4’  |               |
| 6. Nasard 2 2/3 | 6. Blokflet 2’  |               |
| 7. Mixtura 3 ch | 7. Tercja 1 3/5 |               |